# ورزشگاه هزاع بن زاید
ورزشگاه هزاع بن زاید (انگلیسی: Hazza Bin Zayed Stadium) یک ورزشگاه فوتبال در کشور امارات متحده عربی است.
این ورزشگاه که در شهر العین قرار دارد در سال ۲۰۱۴ تأسیس شده است و دارای ۲۲٬۷۱۷ نفر ظرفیت می‌باشد.